# Guddadapur, Shirhatti
Guddadapur là một làng thuộc tehsil Shirhatti, huyện Gadag, bang Karnataka, Ấn Độ.